# Geumil-eup
Geumil-eup (koreanska: 금일읍) är en köping i den sydvästra delen av Sydkorea, 355 km söder om huvudstaden Seoul. Den ligger i kommunen Wando-gun i provinsen Södra Jeolla. Geumil-eup består av huvudön Pyeongildo,  nio bebodda småöar med totalt 355 invånare (2020) och 44 obebodda öar.